# James Niggemeyer
James Niggemeyer (* 28. November 1971) ist ein US-amerikanischer Profi-Angler, welcher sich auf das Bassfischen spezialisiert hat. Er stammt ursprünglich aus Glendale, Kalifornien, und lebt heute in Van, Texas. Seit 2007 ist er als professioneller Turnierangler aktiv und hat in verschiedenen großen Angelverbänden wie B.A.S.S., FLW und Major League Fishing (MLF) teilgenommen.

## Werdegang
James Niggemeyer wuchs in Glendale, Kalifornien, auf und entwickelte schon früh durch gemeinsame Angelausflüge mit seinem Vater eine Leidenschaft fürs Angeln. In der Highschool vertiefte sich diese Leidenschaft, insbesondere fürs Bassfischen, durch einen engen Freund und erste Jobs im Angelgeschäft. Nach dem Schulabschluss studierte er Kunst, hauptsächlich um Zeit fürs Angeln zu haben, und begann parallel an Bass-Turnieren teilzunehmen.
Ein entscheidendes Gespräch mit Profi-Angler Mark Davis brachte ihn auf die Idee, Angel-Guiding als Beruf zu ergreifen. 2001 zog er mit wenig Geld nach Texas an den Lake Fork, um dort als Guide zu arbeiten und sich auf eine Profikarriere vorzubereiten.
2003 erlebte er eine persönliche Wende durch seinen christlichen Glauben, der fortan den Mittelpunkt seines Lebens bildete. Trotz finanzieller Unsicherheiten blieb er dem Angeln treu. Nach der Geburt seines Sohnes begann sein beruflicher Durchbruch: 2005 gewann er zwei große Turniere, was ihm die Teilnahme an der Bassmaster Southern Tour 2006 ermöglichte.
2007 stieg er in die Bassmaster Elite Series ein und qualifizierte sich mehrfach für die Bassmaster Classic. Parallel baute er eine Familie auf und reiste fortan mit Frau und Kindern zu den Turnieren.

## Statistiken
James Niggemeyer hat im Laufe seiner Karriere an insgesamt 193 B.A.S.S.-Turnieren teilgenommen und dabei 16 Mal eine Platzierung unter den besten zehn erreicht. Er konnte drei Turniere auf Platz 1 abschließen. Seine Gesamtgewinne aus Bassmaster-Turnieren belaufen sich auf rund $872.000 US-Dollar.

## Persönliches Leben
Niggemeyer ist verheiratet und Vater von zwei Kindern. Neben dem Angeln engagiert er sich als christlicher Redner und teilt seine Erfahrungen und seinen Glauben auf seiner Website.

## Öffentliches Engagement
Neben seiner Karriere als Turnierangler ist James Niggemeyer auch als Angelcoach, Guide und Medienpersönlichkeit aktiv. Er bietet Guiding-Services in Ost-Texas an. Sein Coaching richtet sich an Angler aller Erfahrungsstufen.
Darüber hinaus betreibt Niggemeyer einen eigenen YouTube-Kanal, auf dem er Ausrüstungstipps, Angelausflüge und Lehrvideos veröffentlicht. Über soziale Medien wie Facebook und Instagram pflegt er den Kontakt zur Angler-Community. Auf Instagram hat Niggemeyer über 108.000 Follower.